# Dendrophthora opuntioides
Dendrophthora opuntioides là một loài thực vật có hoa trong họ Santalaceae. Loài này được (L.) Eichler mô tả khoa học đầu tiên năm 1868.